# Viktor Nemeš
Viktor Nemeš (cyr. Виктор Немеш; ur. 21 lipca 1993) – serbski zapaśnik walczący w stylu klasycznym. Olimpijczyk z Rio de Janeiro 2016, gdzie zajął ósme miejsce w kategorii 75 kg.
Mistrz świata w 2017 i trzeci w 2018. Wicemistrz Europy w 2016, 2017, 2023 i igrzysk europejskich w 2015. Trzeci w indywidualnym Pucharze Świata w 2020. Brązowy medalista igrzysk wojskowych w 2019. Wygrał igrzyska śródziemnomorskie w 2022. Mistrz śródziemnomorski w 2014. Wygrał ME U-23 w 2015 roku.
Jest bratem bliźniakiem Mate Nemeša, zapaśnika i olimpijczyka z Tokio 2020.